# Оксихидроген
Оксихидроген је мешавина водоника (H2) и кисеоника (О2), обично у размери 2:1, као и молекулу воде. Због оваквог односа често се назива и HHO. Ова гасовита смеша се користи за лампе за обраду ватросталних материјала и била је прва гасовита смеша која се користила за заваривање. У пракси однос 4:1 или 5:1 водоник:кисеоник је потребан да би се избегао оксидациони пламен.
Оксихидроген ће се запалити ако се нађе на температури самозапаљења. За стехиометријске смеше при нормалном атмосферском притиску, самозапаљење се јавља на око 570° C.
Када је запаљена, мешавина гаса се претвара у водену пару и топлотну енергију. Количина добијене топлотне енергије је независна од начина сагоревања.

## Производња
Чиста стехиометријска мешавина се може добити електролизом воде, где се користи Електрична енергија да се водоник и кисеоник издвоје из молекула воде:
Електролиза: 
Сагоревање: 
Вилијем Николсон је био први који је извршио електролизу воде на овај начин 1800. године.

## Примена
Многи облици оксихидрогенских лампи су се некада користиле за расвету и за загревање калцијум оксида. Због експлозивности оксихидрогена ове лампе су замењене електричним.
Оксихидроген је некада коришћен у раду са платином, јер у то време таква бакља је била једини уређај који је могао да достигне температуру потребну је да се исттопи овај метал (1768.3° C). Ове техника је замењена електролучним пећима.